# Zapateado
Lo Zapateado è una forma di danza spagnola, dalla quale deriva un genere di musica tradizionale del Messico, caratterizzata da un vivace ritmo punteggiato dalle calzature battenti dei ballerini. Il nome deriva dalla parola spagnola zapato, "scarpa": zapatear significa battere con la scarpa ed è usato per riferirsi al lavoro percussivo fatto dal piede in alcuni balli ispanici e latini. Il ballo inoltre è popolare in varie regioni dell'America Latina.

## Autori di zapateatos
Tra i compositori spagnoli che scrissero Zapateados c'è Paco de Lucía, la cui Percussión Flamenca è un pezzo per chitarra e orchestra molto popolare. Anche Pablo de Sarasate, la di cui opus 23, no. 2 è una versione del ballo arrangiato per violino e pianoforte. Il pezzo è ricco di suoni armonici, doppie corde, pizzicati con la mano sinistra; è spesso eseguito da giovani virtuosi ed è, in generale, brano di repertorio dei più grandi violinisti.

## Zapateado mexicano
Lo zapateado mexicano è un derivato del son che combina suoni della musica tradizionale spagnola con un toque messicano e arabo. gli strumenti musicali per questo genere sono principalmente violino, chitarra, tamburo, ecc. È un genere della regione denominata Tierra Caliente negli stati di Guerrero e Michoacán.
Si tratta di musica profana, allegra e tipicamente meticcia, perché non si esegue mai nelle ceremonie religiose e non si trovano in essa nessuno dei tratti della musica indigena.
È un genere musicale strettamente legato al balle sociale (baile social) per coppie ed esprime sempre la civetteria tra uomo e donna. Salvo alcune figure coreografiche, il ballo è suelto (sciolto), vale a dire, le coppie non si toccano.
Combina, salvo alcune eccezioni, parti puramente strumentali con parti cantate. Comincia sempre un'introduzione strumentale alla quale segue una copla, continuando poi con un interludio strumentale susseguito da altra copla, e così successivamente si alternano interludi e coplas. Le parti strumentali si zapatean  vigorosamente mentre le parti cantate, accompagnate discretamente dagli strumenti, servono ai bailadores (o bailaores)  per realizzare paseos o descansos (pause) con passi meno monotoni che permettono a tutti i presenti di comprendere il testo della letra. Il ritmo è di 3/4 per i gustos e 6/8 per i sones.

## Letra e cante
La poesia cantada (versi) è invariabilmente composta di coplas, vale a dire, brevi poesie che racchiudono un'idea completa, non richiedendo la sua hilación con altre coplas. La copla ha generalmente da sette a dieci versi di diversa misura e, nel centro sono tipiche le cadenze discendenti alla fine delle coplas. Il contenuto delle coplas è in maggior parte amoroso e con frequenza pieno di birichinate, perché abbondano i doppi sensi.
In entrambi i generi, poiché sono coordinate la parte musicale e la parte coreografica, con frequenza i versi delle coplas – sia solo uno, due o tutti - si ripetono nel canto. Con queste ripetizioni dei versi si riesce a dare uniformità alla struttura musicale che serve di appoggio ai bailadores.
Nei due generi è molto importante intervenire con gridi, interiezioni ed esclamazioni da parte dei musicisti e bailadores quando vogliono darsi la carica. Questi elementi non appartengono specificamente né alla musica né alla letra (testo), ma la sua presenza è imprescindibile per dare alla regione il suo sapore molto particolare. Qui si usa gridare: ¡voy polla!, ¡ajala!, ¡aunque se rompan las cuerdas!, ¡ajumala!, ¡ahíja!, ¡esto somos tierra caliente!,"rúa”, ¡upa!, e tant'altro.

## Sones
Le caratteristiche esclusive dei sones sono, come già vedemmo, la sua maggiore velocità e l'assenza della letra in alcune occasioni. Lo zapateado del son è di grande difficoltà, perché include numerosi redobles raddoppi che si eseguono con molta rapidità (redoblados e banqueados). Bisogna dire che nei due sones si fa unicamente riferimento alla fauna.

### Abbigliamento
L'uomo indossa calzoni ampi di manta, senza tasche, legati alla vita con due cinghie dalla stessa parte destra . Il cotón (tela) è legata e sciolta, con manica larga, senza collo e senza tasche. Un tratto caratteristico del vestiario del calentano  è una tasca arrotondata chiamata “guicho”, confezionata con feltro nero o verde scuro che tramite due nastri dello stesso materiale si lega attorno alla vita, e che si utilizza per conservare denaro e altri piccoli oggetti.
Alla spalla si colloca, doppiato longitudinalmente, un cappotto di lana a righe di colore nere, caffè e avorio, chiamato “cuixin” "lucertola a strisce" . Attormo al collo si lega un paliacate (scialle) colorato e sulla testa un sombrero di Tlapehuala. Calza lo huarache  calentano fatto con varie strisce di cuoio.
La donna veste con una gonna ampia con colori appariscenti fatta di popeline con disegno floreale o di broccato di seta o taffetà, con una tela fine (holán) svolazzante nella parte inferiore. Questa gonna arriva vino a metà ginocchio o fino al piede. La blusa, generalmente bianca, aperta davanti e altre volte abbottonata dalla parte di dietro, di manica larga o a tre quarti, collo alto e con l'orlo della gonna unito al vita. Tanto la gonna come la blusa sono adornate con pizzo cosiddetto bolillo e nastri colorati. I capelli generalmente sciolti, sono raccolti a formare una crocchia che viene adornata con asticelle bianche o di colori contrastanti a quelli della gonna; la donna completa la sua tenuta con cerchielli, anelli, collane e braccialetti d'oro, prodotto dalla oreficeria locale o tradizionale e con un rebozo (mantello) di color oscuro (grigio, negro o indaco). Calza lo huarache calentano simile a quello dell'uomo o scarpa a tacco alto.